# Giorgio Anselmi (scienziato)
Giorgio Anselmi (Parma, 1385 – 1450) è stato un teorico musicale italiano.
Fu insegnante di medicina a Bologna dal 1448 al 1449. Scrisse, oltre che di medicina, anche di matematica e astrologia. Della sua vasta opera, tuttavia, poco è rimasto, incluso il trattato De Harmonia un'opera dialogica in tre parti nelle quali si sofferma sull'armonia del cosmo, sul sistema tonale e sulla teoria di alcuni strumenti musicali, ed infine sul canto corale e la notazione mensurale.